# Sveti Boštjan (Mantegna)
Sveti Boštjan je predmet treh slik italijanskega zgodnjerenesančnega mojstra Andrea Mantegne. Padovanski umetnik je živel v obdobju pogostih nadlog; Boštjan je veljal za zaščitnika kuge, ker so ga ustrelili s puščicami in mislili, da se kuga širi po zraku.
Poleg tega je v svojem dolgem bivanju v Mantovi prebival v bližini cerkve San Sebastiano, posvečene sv. Boštjanu.

## Sv. Boštjan na Dunaju
Domneva se, da je bila slika narejena po tem, ko si je Mantegna opomogel od kuge v Padovi (1456–1457). Verjetno jo je naročil mestni podeštat, da bi proslavil konec kuge in je bila končana, preden je umetnik zapustil mesto in odšel v Mantovo.
Po besedah Battistija se tema nanaša na Knjigo razodetja. V oblakih v zgornjem levem kotu je prisoten jahač. Kot je določeno v Janezovem delu, je oblak bel in jahač ima koso, ki jo uporablja za rezanje oblaka. Jahač je bil interpretiran kot Saturn, rimsko-grški bog: v starih časih je bil Saturn identificiran s Časom, ki je šel mimo in je za njim ostalo uničenje.
Namesto klasične figure Boštjana, privezanega na steber v rimskem Campo Marzio ('Vojaško polje'), je slikar upodobil svetnika proti loku, bodisi slavoloku ali mestnim vratom. Leta 1457 je bil slikar obsojen zaradi 'umetniške neustreznosti', ker je na svojo fresko Marijinega vnebovzetja postavil le osem apostolov. Kot odgovor je zato uporabil načela Albertijevega klasicizma na naslednjih slikah, vključno s tem majhnim sv. Boštjanom, čeprav ga je deformirala njegova nostalgična perspektiva.
Navpični napis na desni strani svetnika je podpis Mantegne v grščini.

## Sv. Boštjan v Louvru
Louvrski Sv. Boštjan je bil nekoč del oltarja San Zeno v Veroni. Konec 17. stoletja in v začetku 18. stoletja je bil zabeležen v Sainte Chapelle v Aigueperse v francoski regiji Auvergne: tam je prisotna poroka Chiare Gonzage, hčere Federica I. iz Mantove, z Gilbertom de Bourbonom, Dauphinom d'Auvergne (1486).
Slika verjetno ponazarja temo božjega atleta, navdihnjen za lažno pridigo svetega Avguština. Svetnika, spet vezanega na steber klasičnega loka, opazujejo z nenavadne, perspektive od spodaj navzgor, ki jo umetnik uporablja za povečanje vtisa trdnosti in prevlade njegove postave. Glava in oči, obrnjene proti Nebesom, potrjujejo Boštjanovo trdnost pri prenašanju mučeništva. Ob njegovih nogah sta prikazana dva nepravična človeka (ki ju predstavlja par lokostrelcev): ta naj bi ustvarila kontrast med človekom transcendentne vere in tistimi, ki jih privlačijo samo posvetni užitki.
Za sliko je poleg simbolike značilna natančnost Mantegne v upodobitvah starodavnih ruševin, pa tudi realistične podrobnosti, kot je smokva ob stebru in opis Boštjanovega telesa.

## Sv. Boštjan v Benetkah
Tretji sv. Boštjan, ki ga je naslikal Mantegna, je bil naslikan nekaj let kasneje (ok. 1490 ali celo 1506), čeprav ga nekateri umetnostni zgodovinarji datirajo približno v isti čas kot Cezarjev triumf ali celo prej zaradi lažnega marmornega venca, ki spominja na slikarsko obdobje v Padovi. Zdaj je v galeriji Franchetti v Benetkah. Povsem drugačen je od prejšnjih kompozicij, kaže izrazit pesimizem. Grandiozna, mučena figura svetnika je upodobljena pred nevtralnim, plitvim ozadjem v rjavi barvi. Umetnikov namen za delo so razlagali z banderolo, ki se vije okoli ugasnjene sveče v spodnjem desnem kotu. Tu v latinščini piše: Nihil nisi divinum stabile est. Caetera fumus (Nič ni stabilno, če ni božansko. Ostalo je dim). Napis je bil morda potreben, ker tema minljivosti življenja običajno ni bila povezana z Boštjanovimi slikami. Črka M, ki jo tvorijo puščice, ki jih prekrivajo svetnikove noge, lahko pomeni Morte ('Smrt') ali Mantegna.
Lahko ga prepoznamo kot eno od del, ki so ostala v umetnikovem ateljeju po njegovi smrti leta 1506. V prvi polovici 16. stoletja je bilo delo v hiši Pietra Bemba v Padovi, kjer ga je videl Marcantonio Michiel. Preko dedičev kardinala Bemba jo je leta 1810 anatom in kirurg Antonio Scarpa pridobil za svojo zbirko v Pavii. Ob njegovi smrti leta 1832 je sliko podedoval njegov brat in nato njegov nečak v Motti di Livenza (Treviso), kjer je ostala do leta 1893, ko jo je kupil baron Giorgio Franchetti, za Ca 'd'Oro, ki jo je leta 1916 z vsebino prepustil Benetkam.